# Manželství

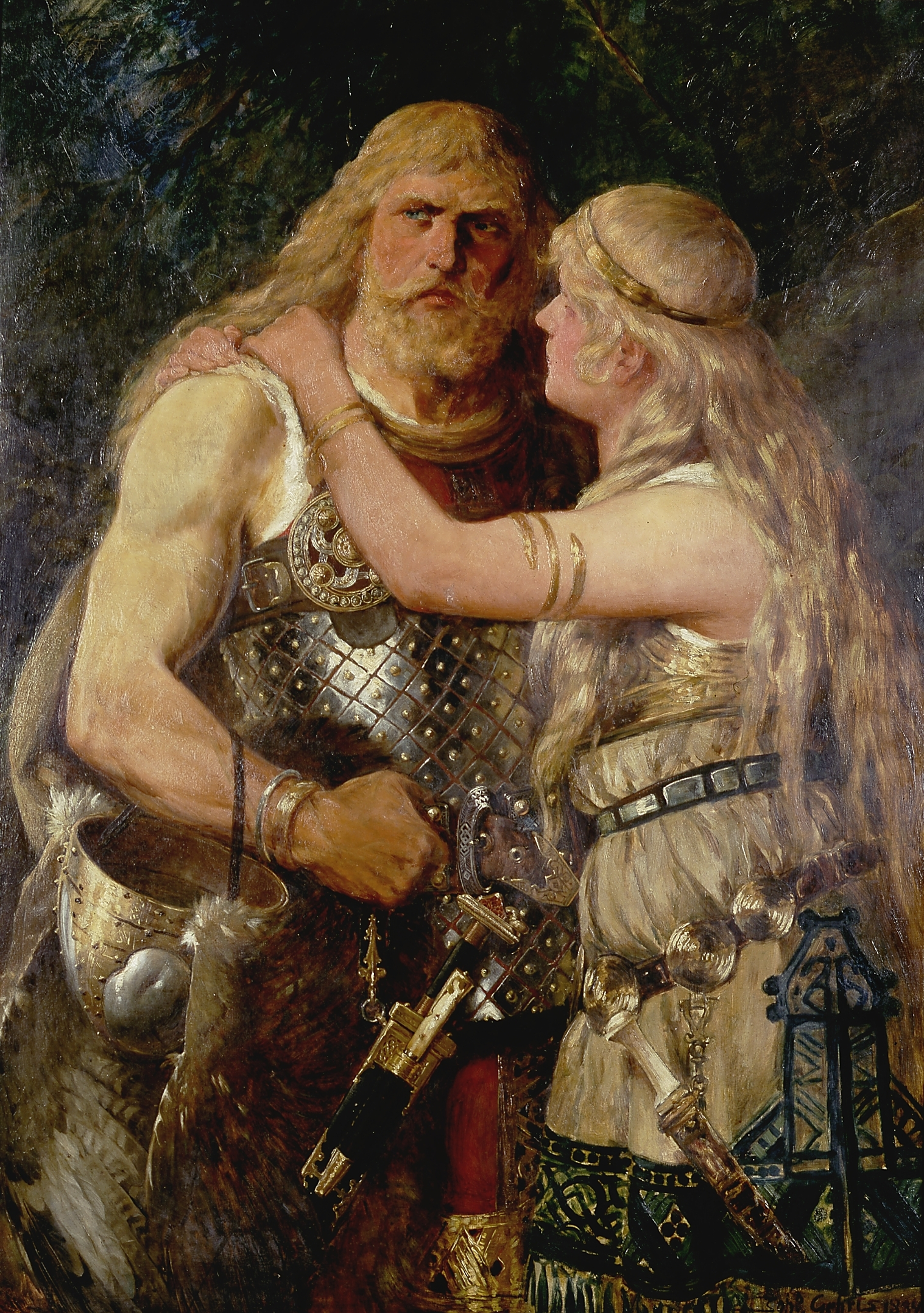
Manželé Arminius a Thusnelda se loučí před bitvou (Johannes Gehrts, 1884)

Manželství je institucionálně zakotvené spojení osob za účelem soužití a případně plození a výchovy dětí, čímž pak vzniká rodina. Manželství se praktikuje v naprosté většině známých lidských kultur. Zakládá příbuzenství nikoli pokrevního typu a většinou také vyžaduje manželskou věrnost, tedy oboustranný monopol manželů (manžela a manželky) na sexualitu, a jejich povinnost se navzájem podporovat a pomáhat si a společně pečovat o děti narozené v manželství. Podle českého Občanského zákoníku je manželství „trvalý svazek muže a ženy vzniklý způsobem stanoveným zákonem“, jehož charakter pak upřesnuje řada dalších právních ustanovení. Povaha a právní rámec manželství však se mezi kulturami a státy může značně lišit. 
Manželství většinou uzavírají osoby opačného pohlaví. Existují však výjimky, zejména v současné západní kultuře se vyskytuje i manželství osob stejného pohlaví. Manželství může buď být omezeno na dvě osoby (monogamní manželství, typické pro současnou západní kulturu), nebo se připouští i více osob (polygamní manželství, nejčastěji v podobě polygynie, tedy svazku jednoho muže a více žen). Manželství obvykle vzniká zvláštním obřadem zvaným svatba, během něhož lidé vstupující do manželství veřejně vyjádří svůj souhlas se vznikem manželství; z historie však jsou známy případy, kdy manželství vznikalo i bez výslovného souhlasu a/nebo formalit, například levirátní manželství podle Starého zákona. Uzavření manželství se obvykle chápe jako právní akt, předpokládající u nastávajících manželů svobodný souhlas a způsobilost k právním úkonům; existovaly však i nucené (nedobrovolné) a dětské sňatky. Zároveň mívá manželství a svatba náboženský rozměr, například katolicismus a pravoslaví považují manželství za svátost. V závislosti na kultuře a státu ukládá manželské právo manželům různá práva a povinnosti a upravuje i vztahy k jejich dětem a příbuzným. V mnoha právních systémech manželé mohou sdílet majetek, v některých případech se vzájemně zastupují či za sebe ručí, i bez závěti v případě úmrtí jednoho z nich po sobě dědí a za otce dětí narozených manželce se obvykle automaticky považuje manžel. Manželství zaniká buď rozvodem (formálním vyhlášením manželství za ukončené), nebo smrtí (v případě monogamního manželství smrtí kteréhokoli z obou manželů).
Ve vyspělém světě přinejmenším od 20. století dochází k rozsáhlým demografickým a sociálním změnám, které mají vliv i na manželství, například ve smyslu změny sociálních rolí a postavení manžela a manželky, kdy manžel již není automaticky považován za hlavu rodiny, ale práva obou partnerů jsou stejná, dále zvyšování průměrného věku vstupu do manželství a snížení počtu dětí, které se v průměrném manželství rodí. Jako hlavní předpoklad vzniku manželství se v současné západní kultuře prosadila emoční vazba mezi nastávajícími manželi, tedy vzájemná láska. Stejně jako všude jinde však stále hrají důležitou roli i jiné důvody, zejména sociální a hmotné. Méně párů také uzavírá formální sňatek a více jich volí cestu nesezdaného soužití, i když často podobného charakteru jako tradiční manželské soužití.
Od roku 1983 se slaví Světový den manželství, který připadá na druhou únorovou neděli. Podle jiných zdrojů připadá na 12. leden. V některých zemích se v tento den konají též různé akce, které se snaží o podporu manželství a hodnot, které tento svazek představuje.

## Etymologie
Slovo manželství je doloženo pouze v západoslovanských jazycích. Staročeská forma je malžen, malženstvo (cf. pol. małżeństwo), dnešní forma je však doložena poměrně brzy. Nejstarší doloženou formou je církevněslovanský duální tvar malъžena s významem „manželé, manželský pár“.
Původ slova není zcela jasný. Nejobvykleji se vychází z praslovanského singulárního *malъžena, které je chápáno jako složenina ve významu „muž a žena“, což je dvandvové kompozitum obdobné staroslověnskému bratъsestra („sourozenecký pár, bratr a sestra“). Toto kompozitum *malъžena bylo pak mylně interpretováno jako duál slova *malъžen („jeden z manželů“). Druhá složka tohoto kompozita by odpovídala slovu žena, první je však nejasná. Nejběžněji se vysvětluje jako hybridní kalk starohornoněmeckého mālwīp („manželský pár“), kde byla druhá část (wīp, cf. moderní německé Weib) přeložena, ale první (cf. moderní německé Gemahl) ponechána v původní podobě. Jako podobný hybridní kalk, kdy je první část složeniny ponechána v původní podobě a druhá nahrazena českým ekvivalentem, bývá vykládáno také české slovo Vánoce. Starší výklady, které v první části slova spatřují nějakou formu slova muž (nebo germánské man), jsou dnes s ohledem na nejstarší doložený tvar považovány za nepřesvědčivé.
Alternativní výklad nabízí Václav Machek, podle kterého slovo pochází z předhistorické složeniny *maldo-ženstvo (mladoženství, tj. „novomanželství“, status „čerstvě oženěného“ v protikladu ke svobodnému stavu, cf. slovenské nářeční výrazy mladoženík „ženich, novomanžel“ a mladožienka „nevěsta, novomanželka“), která se později zjednodušila *maldoženъstvo → malženstvo → manželstvo . Zároveň došlo k rozšíření významu „novomanželský stav“ → „manželský stav vůbec“. Formy manžel a manželka se pak druhotně odvodily od této formy v době, kdy už nebyla jasná původní stavba slova.

## Formy manželství
V závislosti na struktuře se rodinné svazky dělí na:
- monogamické – soužití 2 partnerů, obvykle 1 muže a 1 ženy.
- polygamické – soužití (více partnerů) s více než jedním partnerem (tento termín se často používá i ve smyslu polygynie), bigamie. Soužití je buď paralelní (účastí jednoho člena v několika rodinách či domácnostech) nebo skupinové (jedna vícečlenná rodina či domácnost).
  - polygynické – soužití 1 muže a více žen, tj. jeden muž může mít zároveň účast ve více manželstvích.
  - polyandrické – soužití 1 ženy a více mužů.
  - pokud spolu žije větší počet mužů a žen, lze to nazvat například polygamní skupinové manželství.

Požadavek monogamie je historicky poměrně novou (neolitická revoluce), nedlouho uplatňovanou zásadou, na českém území dle zákona od poloviny 11. století. Více postupných svazků může být pro ženy výhodou a pro muže nevýhodou. Přestože je manželství spojeno s pozitivními dopady na zdraví, má i negativní vliv například na rozvoj demence.
Existují kulturní omezení (např. endogamie či exogamie). Vzít si bratrance/sestřenici v jistých kulturách bylo běžné.

## Účel a definice manželství

### Právní definice manželství
V České republice je manželství dobrovolným, v zásadě trvalým a rovnoprávným soužitím muže a ženy, které je založeno zákonem stanoveným způsobem – sňatkem. Jeho hlavním účelem je dle zákona „založení rodiny, řádná výchova dětí a vzájemná podpora a pomoc“ mezi partnery. Vznikem manželství vznikají práva a povinnosti manželů. Zákon počítá s tím, že lidé nejsou dokonalí a že vztahy mezi manželi se mohou zhoršit. Proto zákon o rodině počítá i s rozvodem.

### Účel manželství
Hlavním účelem manželství je vzájemná pomoc a podpora partnerů, založení rodiny či výchova dětí.
Manželstvím vzniká rodina, která však není nijak zákonem definována. Pojem rodina je tedy potřeba vykládat v obecném slova smyslu. Rodinu tvoří manželé, jejich děti, eventuálně další příbuzní, kteří s nimi společně žijí a kteří ve smyslu občanského zákoníku tvoří společnou domácnost a kteří vůči sobě mají vzájemná práva a povinnosti.
Maggie Gallagherová, americká spisovatelka, komentátorka a aktivistka, ve své publikaci uvádí, že každá nám známá lidská společnost uplatňuje nějakou formu manželství. V každé komplexní lidské společnosti řízené zákonem existuje manželství jako veřejnoprávní akt, a nikoli pouze jako soukromý svazek nebo náboženský rituál. Účel manželství jakožto univerzálního lidského konceptu je regulovat reprodukci ve společnosti. Manželství tedy můžeme definovat jako veřejný sexuální svazek, který vytváří příbuzenské závazky a sdílení zdrojů mezi muži, ženami a dětmi vzešlými z tohoto svazku.
Jaroslav Skupnik v Antropologickém slovníku uvádí, že manželství je kulturně vysoce variabilní a obecněji platí, že jde o „sociální instituci, jejímž obsahem je kulturně akceptovaný typ svazku mezi dvěma či více partnery, u něhož se předpokládá dlouhodobé trvání a který transformuje sociální status partnerů, je výrazem jejich akceptace společenských norem; definuje či implikuje vzájemné nároky partnerů (a jejich příbuzných) na sebe, rodičovské povinnosti a práva k dětem vzešlým z této unie, práva a povinnosti těchto dětí k rodičům, definuje či implikuje sociální status dětí vzešlých z této unie a vytváří vazby mezi příbuznými partnerů."

## Vznik manželství
Ačkoliv manželství existuje ve většině kultur na světě, jeho podstata se neliší, toliko formy uzavírání. Manželství vzniká na základě manželské smlouvy. Ta je obvykle doprovázená svatbou – speciálním obřadem přechodu ze stavu svobodných.

### Česká republika
V českém právním řádu upravuje vznik manželství občanský zákoník. Jeho vzniku se věnují zejména § 656 až § 675. Při splnění všech podmínek, které jsou v zákoně uvedeny, manželství vzniká prohlášením obou snoubenců, že spolu chtějí vstoupit do manželství. Pokud bylo manželství uzavřeno, avšak tyto podmínky nebyly splněny, soud může prohlásit manželství za neplatné, a to i bez návrhu.

#### Předpoklady vzniku platného manželství
Podle stávajícího českého práva musí být pro platnost sňatku splněny tyto předpoklady:
- osobní předpoklady, ve kterých může být překážka:
  - překážka absolutní – věci týkající se snoubence
  - překážka relativní – věci týkající se vztahu
- sňatečního prohlášení a formální předpoklady,
- nejedná se o příbuzné, včetně příbuzenství vzniklého osvojením,
- nejedná se o poručníka či poručence,
- nejedná se o pěstouna či jemu svěřené dítě.

Mezi relativní překážky patří:
- příbuzenství v přímé linii a u linie pobočné do 2. stupně (incest); blízká příbuznost se řídce vyskytuje od pravěku.[22]

Mezi absolutní překážky patří:
- nesvéprávnost,
- omezená způsobilost k právním úkonům; soud ale sňatek může povolit,
- duševní porucha, která by měla za následek omezení nebo zbavení způsobilosti k právním úkonům; soud může rovněž sňatek povolit,
- nezletilost; soud může z výjimečných důvodů povolit u osoby starší 16 let,
- účast v jiném manželství nebo registrované partnerství, viz polygamie,
- nedobrovolnost, nevědomost: jeden z manželů nebyl informován o rozhodných skutečnostech nebo bylo prohlášení učiněno pod fyzickým či psychickým nátlakem.[p 1]

Homosexualita jednoho či obou z partnerů není dle zákona překážkou pro uzavření manželství, ale lze tento stav atakovat pro nedobrovolnost či nevědomost. Obzvláště pokud se homosexualita týká pouze jednoho z partnerů.

#### Zdánlivé a neplatné manželství
Český právní systém též pracuje s pojmy „zdánlivé“ a „neplatné“ manželství, tedy manželství, která nesplnila zákonem dané předpoklady nebo porušila překážky pro vstup do manželství. Zásadní rozdíl mezi zdánlivým a neplatným manželstvím je ten, že zdánlivé manželství nikdy nevzniklo, neexistovalo, oproti tomu neplatné manželství je takové, které vzniklo, bylo platné, ale jeho neplatnost prohlásí soud.

##### Zdánlivé manželství
Manželství nevznikne na základě zákonné překážky:
- pokud nebyly u sňatečného obřadu splněné zákonem dané náležitosti, na kterých se dle zákona musí trvat,[23]
- pokud nebyly u církevního obřadu splněné náležitosti, jako např. obřad nebyl uzavřen před orgánem oprávněné církve,[23]
- pokud alespoň jeden z manželů nevstoupil do manželství z projevu vůle.[24]

Neexistenci manželství může v tomto případě soud vyslovit i bez návrhu.

##### Neplatné manželství
Neplatné manželství, které bylo uzavřeno i přes zákonnou překážku, je za takových okolností, to, které porušilo:
- nedostatečný věk – do 18 let je v ČR každý jedinec nesvéprávný, s výjimkou, kdy soud udělal svéprávným člověka starší 16 let,[23]
- omezení svéprávnosti,[23]
- v případě, že jeden z manželů je stále manželem/manželkou v jiném manželství, nebo partnerem/partnerkou v registrovaném partnerství,[23]
- pokud byl na alespoň jednoho z manželů vytvořen nátlak v podobě vyhrožování či násilí a pod tímto nátlakem bylo manželství uzavřeno.[23]

#### Způsoby uzavření manželství
Manželství lze podle stávajícího českého práva uzavřít dvěma způsoby sňatku:
1. Občanský sňatek je prohlášením o uzavření manželství orgánem státu. Orgánem státu v tomto případě může být obecní úřad pověřený vést matriky; úřad, který plní jeho funkci (matriční úřad), případně i nematriční obecní úřad, pokud je jeden ze snoubenců přihlášen k trvalému pobytu v jeho správním obvodu. Manželství se uzavírá v místě určeném úřadem pro konání slavnostních obřadů. Uzavřít manželství na kterémkoli vhodném místě může povolit matriční úřad, do jehož správního obvodu toto místo spadá. Takovým místem může být i například stanice metra či dno rybníka. V případě manželství uzavíraného v cizině může být orgánem zastupitelský úřad České republiky. Pokud je život jednoho se snoubenců přímo ohrožen, může prohlášení snoubenců přijmout i kapitán lodi plující pod vlajkou České republiky, kapitán letadla registrovaného v České republice a velitel vojenské jednotky České republiky v zahraničí.
2. Církevní sňatek je prohlášením o uzavření manželství před orgánem registrované církve či náboženské společnosti. Manželství se uzavírá v místě určeném předpisy církve nebo náboženské společnosti pro náboženské obřady nebo náboženské úkony. Církevní orgán je povinen do tří pracovních dnů doručit protokol o uzavření manželství s uvedením skutečností dle matričního zákona příslušnému matričnímu úřadu, v jehož obvodu bylo uzavřeno.

Bez ohledu na způsob sňatku manželství vzniká přesně okamžikem souhlasného prohlášení muže a ženy, že spolu do manželství vstupují. Po uzavření občanského sňatku lze podstoupit i církevní obřad (ovšem bez účinků uzavření manželství). Naopak po uzavření církevního sňatku nelze uzavřít sňatek občanský, neboť takový svazek již nabyl práv a povinností daných zákonem.

### Afrika
Předpokladem pro vznik manželství je v mnoha afrických státech tzv. zasvěcení. Jde o rituál přechodu dívky či chlapce z dětství do dospělosti, který je často doprovázen obřízkou. Velký důraz je zde kladen na plodnost, neboť jednou ze základních mravních i právních povinností muže je soulož za účelem plození. Základní povinností ženy je pak rodit děti. Další důležitou náležitostí platnosti afrického manželství je zaplacení rodině nevěsty tzv. obvěnění.

### Indie
V Indii je manželství prakticky v rukou rodičů. V Indii je totiž svatba a následné manželství spíše spojením rodin, než spojení pouze partnerů. Rodiče organizují svatbu i vybírají dětem partnery, a to většinou inzerátem v novinách. Rozhodující je společenská třída a postavení, vzdělání, plat a v neposlední řadě i astrologické znamení. Jednou z nejdůležitějších položek je věno. Vzdělaná dívka, která si chce vzít za manžela muže s vysokoškolským vzděláním získaném na některé zahraniční univerzitě nebo lékaře, musí přinést do manželství minimálně 20000 amerických dolarů. Zcela samozřejmou věcí je panenství nevěsty. Svatba je obrovskou události, a rodiny za ni utratí většinou veškeré úspory.

## Práva a povinnosti manželů
Manželství ve světe obecně přináší práva a povinnosti manželům, které se mohou týkat výchovy dětí, společného vlastnictví, sexuálního chování, příbuzenských vazeb, členství v kmeni, vztahu ke společnosti, pozůstalosti a lásce.
Dle českého právního řádu dává manželství zúčastněným osobám „právo na informace o příjmech, stavu jmění a o stávajících i uvažovaných pracovních, studijních a podobných činnostech druhého manžela/manželky“. Naopak jim ukládá povinnost „brát zřetel na zájem rodiny, druhého manžela/manželky a nezletilého dítěte při volbě svých pracovních, studijních a podobných činností“.
V židovství, islámu a křesťanství je manželství tradičně nezbytným požadavkem pro pohlavní styk.[zdroj?] Sexuální vztahy před manželstvím tedy nejsou těmito náboženstvími podporovány, neboť jsou považovány za smilstvo. Ještě menší přízni se těší sexuální vztahy mimo manželství (cizoložství, nevěra), jakožto porušení manželské věrnosti, či vztahy mezi osobami stejného pohlaví. Kvůli omezení manželství na muže a ženu je homosexuální chování stavěno na podobnou úroveň jako cizoložství. Dle katolického vnímání Bible je konsensuální sexuální styk mezi osobami mužského pohlaví považován za znásilnění těla a duše a nemůže zde dojít k odevzdání, kterého jsou schopni pouze manželé.[zdroj?]

## Zánik manželství

### Česká republika
Manželství končí:
- smrtí jednoho z manželů
- pokud soud manžela prohlásí za mrtvého
- změnou pohlaví
- rozvodem

Dalším způsobem je anulace manželství, jíž se domnělé manželství prohlásí za neplatné od počátku. Pokud se v případě prohlášení jednoho z manželů za mrtvého později ukáže, že žije a současně mezitím druhý manžel uzavřel manželství nové, to původní se již neobnoví.

### Dočasná manželství
Některé kultury mají také dočasné a podmíněné manželství. I české zákony ovšem počítají s možností zrušení manželství, byť formálně „od samého počátku“ a také umožňují rozvod, tedy počítají s dočasností, podmíněností. Rozdíl je v tom, že nelze platně sjednat tyto podmínky předem.

#### Keltské svazky
Například Keltové měli svazek rukou (ang. handfasting) jako manželství na zkoušku, od 13. století církevními koncily opakovaně zakazované, a proto sjednávané tajně.

#### Muslimské dočasné manželství
Je také „manželství na dobu určitou“ mezi muslimy. Staroarabská kultura zavedla dočasné manželství, které má pokračování v Nikah Mut'ah, dohodě o manželství na určitou dobu. Prorok Mohamed potvrdil dočasné manželství (sigheh v Íránu a muta'a v Iráku), kterým lze také legitimizovat sexuální práci. Muslimské spory o Nikah Mut'ah vedly k tomu, že to platí jen u šíitů.

#### Křesťanské dočasné manželství
Z křesťanské historie jsou známé případy zapuzení křesťanských manželek (v řídkém počtu případů i manželů, např. Jana Jindřicha Lucemburského) a uzavření nových manželství, ačkoliv formálně byli oddáni nadosmrti. Oficiálně bývalo takové manželství prohlášena za neplatné od samého počátku (anulováno) například z důvodu příbuzenství nebo jiné překážky (například předchozího slibu čistoty), nebo bylo manželství prohlášeno za nenaplněné z důvodu impotence manžela. Faktické důvody bývaly zpravidla politického a dynastického rázu.

## Náboženské pojetí manželství

### Židovské pojetí manželství
Manželství je v židovství základním kamenem pro naplnění prvního Božího příkazu, totiž „Buďte plodní a množte se“ (Gn).

#### Manželství ve Starém zákoně
Manželství Starý zákon spojuje se stvořením člověka. Jedná se o svazek pohlavně různých, avšak rovnocenných a rovnoprávných lidí podle řádu, který je dán od počátku (Gn 1,27n.). Manželství je smlouvou, která má jako primární záměr zajistit pokračování rodové linie muže. Manželství klade různé požadavky na muže a ženu: muž může porušit pouze cizí manželství, žena pouze manželství vlastní. Starý zákon nezná závazek monogamie a manželství je rozlučitelné. Bezženství (či celibát) je Starému zákonu cizí.

#### Ketuba (židovská svatební smlouva)
Ketuba je židovská svatební smlouva, která se užívá již po tisíciletí. Byla a stále je důležitým dokladem židovského manželství. Má význam nejenom společenský, ale především právní. Zpočátku sloužila jako zákonná ochrana pro ženu v případě, že by jí muž zapudil, rozvedl se s ní nebo kdyby ovdověla. Jednalo se především o finanční zaopatření a právo ženy na část manželova majetku. Dodnes se do ketuby zaznamenává finanční obnos, který stanoví novomanželé a který se ženě vyplatí po jeho smrti nebo kterým se musí vyplatit v případě rozvodu. Minimální doporučená částka je obnos, ze kterého by rozvedená žena mohla žít přinejmenším po dobu jednoho roku nebo podle zvykového práva třetina majetku. V pozdějších dobách byla svatební smlouva rozšířena o další opatření týkající se také společného života manželů (muž má povinnost svou ženu živit, šatit, vykoupit ji, kdyby byla unesena, zajistit ji lékaře aj.). Při svatebním obřadu stvrzuje muž svým podpisem platnost smlouvy a poté, co se podepíšou i dva přítomní svědci, muž obřadně předává ketubu své ženě. Ketuba je tedy platný dokument právně ochraňující ženu, který u sebe žena přechovává po celou dobu manželství. V případě, že muž nedodrží to, k čemu se ve svatební smlouvě zavázal, má žena právo se obrátit na židovský soud, tzv. bejt din. Pokud bejt din zjistí, že je žena v právu, může na její žádost povolit rozvod manželství.

### Křesťanské pojetí manželství
V křesťanství je manželství právoplatným spojením dvou lidí za účelem tělesného a duchovního společenství. Většina křesťanských církví uznává jen manželství dvou osob rozdílného pohlaví, některé křesťanské církve, například United Church of Canada, podporují a provádí i sňatky homosexuální. Katolická církev považuje manželství za jednu ze svátostí.

#### Manželství v Novém zákoně
Ježíš Kristus Nazaretský považuje manželství za ustanovené Bohem za trvalé spojení jednoho muže a jedné ženy. Žena má v manželství rovnoprávné postavení, zajištěné příběhem o stvoření (Mk 10,6-9; Mt 19,4n.). Manželství má podle Nového zákona své místo v dějinách spásy a vztah muže a ženy je podle něho předobrazem vztahu Krista a církve (Ef 5,32). Na manželství se tedy pohlíží jako na znamení milostiplné Boží vůle (tedy jako na svátost). Kromě manželství zná Nový zákon též povolání k bezvýhradnému se darování Ježíši, a to bezženským či celibátním způsobem života.

#### Katolický pohled na manželství
Hlavní článek: Manželství (katolická církev)
Podle katolického učení se každé platné manželství uzavřené mezi dvěma pokřtěnými považuje za svátost. Vztah v manželství obsahuje v sobě též vztah k Bohu jakožto ke svému základu a cíli a manželství je považováno za způsob zpřítomnění Ježíše a církve ve světě (Mt 18,20). Tuto svátost si udělují navzájem přímo snoubenci, kněz (případně jáhen) působí pouze jako vyžadovaný svědek církevního aktu. Základem manželské úmluvy je tedy manželský slib snoubenců. Pokud neexistují manželské překážky, mohou manželství přijmout všichni pokřtění. Přirozené manželství je v protikladu k svátostnému manželství manželstvím mezi dvěma nepokřtěnými. Účinkem manželství je manželský svazek, který je svou povahou výlučný a uzavírá se na celý život, takže platně uzavřené a dokonané manželství končí teprve smrtí jednoho z manželů.
Přelomovým pro chápání manželství se stal Druhý vatikánský koncil, který se pokusil odpoutat od právního pohledu na manželství a vyzdvihl jako hlavní cíl manželství vzájemnou lásku manželů vedle plození dětí (Gaudium et spes 47-51; Lumen gentium 11).

##### Manželství v kanonickém právu
Hlavní článek: Kanonické manželství
Kodex kanonického práva stanovuje právní podmínky pro uzavření sňatku v katolické církvi. Pro platnou formu uzavření manželství se vyžaduje aktivní účast faráře, či kněze farářem delegovaným v místě uzavření manželství a alespoň dvou svědků. V nebezpečí smrti je možná účast pouze 2 svědků. Tato forma je povinná pro všechny, kdo jsou v katolické církvi. Obvyklou přípravou na manželství jsou zásnuby, poučení manželů a ohlášky. Dispens od manželských překážek uděluje diecézní biskup. Mezi tzv. prosté překážky patří: jednoduché řeholní sliby, příbuzenství zákonné či pokrevní, nezletilost, pohlavní neschopnost, ještě trvající manželský svazek, různost náboženství, přijetí svátosti svěcení, veřejné doživotní (řeholní) sliby aj.

#### Manželství v pravoslavných církvích
Manželství v pravoslaví je vnímáno do značné míry podobně jako v římském katolicismu. Zásadním rozdílem však je, že podle pravoslavných se manželství uzavírá požehnáním, které kněz manželům při svatbě (tzv. korunovaci) udílí. Na rozdíl od katolického kanonického práva může církev fakticky již neexistující manželství prohlásit za mrtvé (např. v případě smrti jednoho z manželů, přičemž smrt může být fyzická, morální /např. zločin/ nebo duchovní /opuštění církve, hereze, nekajícné setrvávání v těžkém hříchu/; důvodem pro rozvod je podle Kristových slov cizoložství). Druhý sňatek toho, kdo nezavinil rozpad manželství, je pak možný, avšak v případě, že uzavírají další sňatek oba snoubenci, nekoná se slavnostní obřad svatby, ale jiný obřad, který je spíše kající bohoslužbou (další sňatky jsou v souladu s Písmem svatým vnímány jako shovívavost k lidské slabosti a jako prevence smilstva).

#### Manželství v protestantských církvích
Pro protestanty je manželství především osobní volbou dvou snoubenců. Tato volba je sociálně stvrzena civilním sňatkem a obřad v kostele má pouze naznačit duchovní rozměr této volby.[zdroj?] V ČR se však sňatek mezi protestanty uzavírá většinou pouze přímo v kostele.[zdroj?]

### Islámské pojetí manželství
Islám nabádá muslimy k uzavření manželství. Podle hadíthů je pro muže lepší se oženit, než zůstávat svobodný, což může být vnímáno i jako prohřešek proti etice. Od ženy se podobně očekává naplnění role matky. V Islámské tradici je manželské soužití popsáno do velkých podrobností. Manželství je podle Koránu vnímáno jako náboženská povinnost, morální pojistka a společenský závazek.
Před svatbou nesmějí být snoubenci spolu o samotě, setkávají se pouze za přítomnosti doprovodu. Nejnižší věk pro uzavření sňatku není islámem stanoven, ale většina islámských zemí má věkovou hranici stanovenou na 16 let. 
Manželství je smluvním vztahem, uzavřeným obvykle písemně mezi ženichem a zákonným zástupcem nevěsty za přítomnosti dvou svědků. Smlouva stanovuje kromě jiného výši tzv. mahru, částky vyplácenou nevěstě ženichem (Korán 4:3). Obřad může vykonat kterýkoliv muslim, ale ve větších městech se využívá pověřených osob – matrikářů.
Mimonáboženské sňatky jsou podle Islámu dovoleny mužům s ženou z „Knihy“, tedy křesťanku nebo židovku. Ženám podle islámu není dovoleno se provdat za nemuslima (Korán 2:220).
Manželství v islámu může zaniknout úmrtím, rozvodem, odpadnutím od islámu, vykoupením se z manželství nebo prohlášením neplatnosti sňatku soudcem.

## Stejnopohlavní partnerské svazky

Manželství párů stejného pohlaví
Nejvyšší soud rozhodl ve prospěch, ale nedošlo k aplikaci
Uznáváno je-li prováděno v určitých jurisdikcích
Registrované partnerství
Stejnopohlavní manželství není uznávané

### Stejnopohlavní manželství
V některých jurisdikcích je zákonem umožněno uzavření manželského svazku mezi osobami stejného pohlaví. K září 2020 se to týká 30 zemí světa. Ačkoli je téma ve veřejném diskurzu zpravidla spojováno s právy leseb a gayů či obecněji LGBT+ osob, samotná legislativa bývá na sexuální orientaci zúčastněných nezávislá a stejnopohlavnost (či homosexualita) svazku se váže pouze k jejich pohlavní identitě, která v tomto případě není omezená na kombinaci žena-muž.
V České republice stejnopohlavní manželství není uzákoněné. Návrh zákona rozšiřující manželství rovněž na svazky osob stejného pohlaví byl předložen v červnu 2018 do Parlamentu České republiky, který však o něm dosud nerozhodl (stav k září 2020).

### Registrované partnerství
Registrované partnerství je trvalé společenství dvou osob stejného pohlaví. Představuje samostatný právní institut, zpravidla s omezenými právy a povinnostmi oproti manželství. V České republice bylo uzákoněno v roce 2006.

#### Vznik registrovaného partnerství v ČR
V české legislativě registrované partnerství vzniká projevem vůle dvou osob stejného pohlaví. Projev vůle musí být svobodný, musí se provést formou úplného prohlášení těchto osob o tom, že spolu vstupují do partnerství.
Do partnerství může vstoupit osoba starší 18 let, svéprávná a svobodná. Jeden z partnerů musí být občanem České republiky. Partneři nemohou být sourozenci ani být v příbuzné linii. Děje se tak před matrikářem, který páru položí otázku, zda do partnerství chtějí vstoupit. Dříve, než učiní prohlášení, osoby vstupující do partnerství výslovně uvedou, že jim nejsou známy okolnosti vylučující vstup do partnerství. Protokol, který se o prohlášení sepisuje, podepisují osoby vstupující do partnerství, matrikář, tlumočník, je-li jeho přítomnost nutná. Partnerství se zapíše do knihy registrovaného partnerství.